# The McCoys
The McCoys was een Amerikaanse rockband, geformeerd in 1962 in Union City door de broers Rick (gitaar) en Randy Zehringer (drums). Dennis Kelly bespeelde de bas. Ze zijn vooral bekend om hun hitsingle Hang On Sloopy uit 1965. Hun naam werd veranderd van Rick & the Raiders in The McCoys, afkomstig van de B-kant The McCoy van de hit Walk, Don't Run van The Ventures.

## Geschiedenis
De oorspronkelijke leden kwamen allemaal uit Union City, de gebroeders Zehringer kwamen echter aanvankelijk uit Fort Recovery in Ohio. De bandleden waren gitarist/zanger Richard Zehringer (later bekend als Rick Derringer), zijn broer Randy (later bekend als Randy Z) op drums en bassist Dennis Kelly. Deze eerste bezetting stond bekend als The Rick Z Combo en later bekend als Rick and the Raiders. Toen Kelly naar de universiteit ging, kregen de Zehringers gezelschap van bassist Randy Jo Hobbs, saxofonist Sean Michaels en toetsenist Ronnie Brandon. Dit was de bezetting die de naam The McCoys aannam. Brandon verliet de band in 1965 en werd vervangen door Bobby Peterson op keyboards.
Hun bekendste hit is Hang On Sloopy, die in oktober 1965 nummer 1 in de Verenigde Staten was in de Billboard Hot 100 en het officiële rocknummer van de staat Ohio is. Het is ook het onofficiële strijdlied van de Ohio State University Buckeyes en wordt gespeeld op vele atletiekevenementen van de Ohio State door de OSU-bands. De verkoop van de single alleen al in de Verenigde Staten bedroeg meer dan een miljoen exemplaren. Andere hits zijn onder meer een top 10 cover van Fever (Billboard #7) en een top 40 cover van Come On, Let's Go (Billboard #21) van Ritchie Valens.
Een cover van Sorrow, de B-kant van hun versie van Fever, was een hit in het Verenigd Koninkrijk voor The Merseys en werd later gecoverd door David Bowie. De openingszin with your long blonde hair and eyes of blue werd geciteerd door George Harrison in de fadeout van It's All Too Much op de soundtrack van Yellow Submarine uit 1969.
The McCoys trad op als onderdeel van Murray the K's kerstshow op 18 december 1965 in het Brooklyn Fox Theatre. Op het programma stonden ook Peter & Gordon, Wilson Pickett, The Fortunes, The Moody Blues, The Toys, Lenny Welch, Cannibal & the Headhunters, The Vibrations, The Spinners, The O'Jays, Bloodless Revolutionaries, Patti Michaels, Bobby Diamond en Diane Langan.
The McCoys werden bestempeld als een bubblegum popact, tot grote minachting van de band. Na de dood van Bert Berns in 1967 maakten The McCoys zich los van Bang Records in de hoop serieuzere muziek op te nemen. Ze tekenden uiteindelijk een deal met Mercury Records en namen hun laatste twee platen Infinite McCoys (1968) en Human Ball (1969) op voor het label. De albums waren een poging van The McCoys om psychedelische muziek te maken die de volwassen luisteraars van die tijd zou aanspreken. Beide waren commerciële mislukkingen en kwamen nergens in de hitlijst.
De gebroeders Zehringer (toen bekend als Rick Derringer en Randy Z) en Hobbs werden respectievelijk in 1970 en 1971 de band van Johnny Winter voor de albums Johnny Winter And en Live Johnny Winter And. Aanvankelijk zou de band Johnny Winter & The McCoys heten, maar werd veranderd omdat het management Winter waarschuwde over hun bubblegumverleden en hoe het zijn reputatie als serieuze muzikant zou schaden. Als achtergrondmuzikanten hebben zowel Derringer als Hobbs bijgedragen aan Winters latere publicaties Still Alive and Well (1973), Saints & Sinners (1974) en John Dawson Winter III (1974). Derringer en Hobbs speelden later met Edgar Winter en waren ook te horen in Together: Edgar Winter en Johnny Winter Live (1976). Hobbs toerde later met Johnny Winter, maar zonder Derringer, op Winters Captured Live! (1976). Derringer speelde ook met Steely Dan en Cyndi Lauper en vormde bands als DNA met drummer Carmine Appice.

## Overlijden
Randy Jo Hobbs overleed op 15 augustus 1993 op 45-jarige leeftijd aan drugs-gerelateerd hartfalen in een hotelkamer in Dayton. Robert Peterson overleed op 21 juli 1993 op 47-jarige leeftijd in Gainesville.

## Discografie

### Singles
- 1965: Hang On Sloopy
- 1965: Fever
- 1966: C'mon let’s Go
- 1967: Up and Down

### Albums
- 1965: Hang on Sloopy
- 1966: (You make Me feel) So Good
- 1969: Infinite McCoys
- 1969: Human Ball
- 1995: Hang On Sloopy – The Best of the McCoys

### NPO Radio 2 Top 2000
| Nummer met noteringen in de NPO Radio 2 Top 2000 | '99  | '00  |
| ------------------------------------------------ | ---- | ---- |
| Hang On Sloopy                                   | 1882 | 1712 |

1. ↑  Een vetgedrukt getal geeft de hoogste notering aan.
2. ↑  Deze tabel is bijgewerkt tot en met de laatste editie (2024).